# Ocean’s Twelve: Dogrywka
Ocean’s Twelve: Dogrywka (ang. Ocean’s Twelve) – amerykańska komedia kryminalna z 2004 roku w reżyserii Stevena Soderbergha, będąca sequelem do Ocean’s Eleven: Ryzykowna gra.

## Fabuła
Mijają trzy lata od udanego skoku jedenastki Oceana (George Clooney) na kompleks kasyn w Las Vegas. Każdy z jej członków poszedł w swoje strony i beztrosko wydawał pieniądze wykradzione ze skarbca Terry'ego Benedicta (Andy García). Niespodziewanie ten ostatni składa każdemu z nich ultimatum: albo oddadzą zawartość skarbca w ciągu dwóch tygodni, włącznie z odsetkami, albo czeka ich śmierć. To wydarzenie zmusza złodziei do ponownego połączenia sił i spełnienia żądania Terry'ego. Jako że są spaleni w Stanach Zjednoczonych, po wcześniejszym widowiskowym skoku, postanawiają działać w Europie. Tam jednak czeka na nich profesjonalny złodziej François „Nocny Lis” Toulour (Vincent Cassel) oraz detektyw Europolu, Isabel Lahiri (Catherine Zeta-Jones), będąca jednocześnie bliską przyjaciółką Rusty'ego (Brad Pitt). Tytułowym dwunastym członkiem bandy Oceana zostaje Tess (Julia Roberts).

## Produkcja

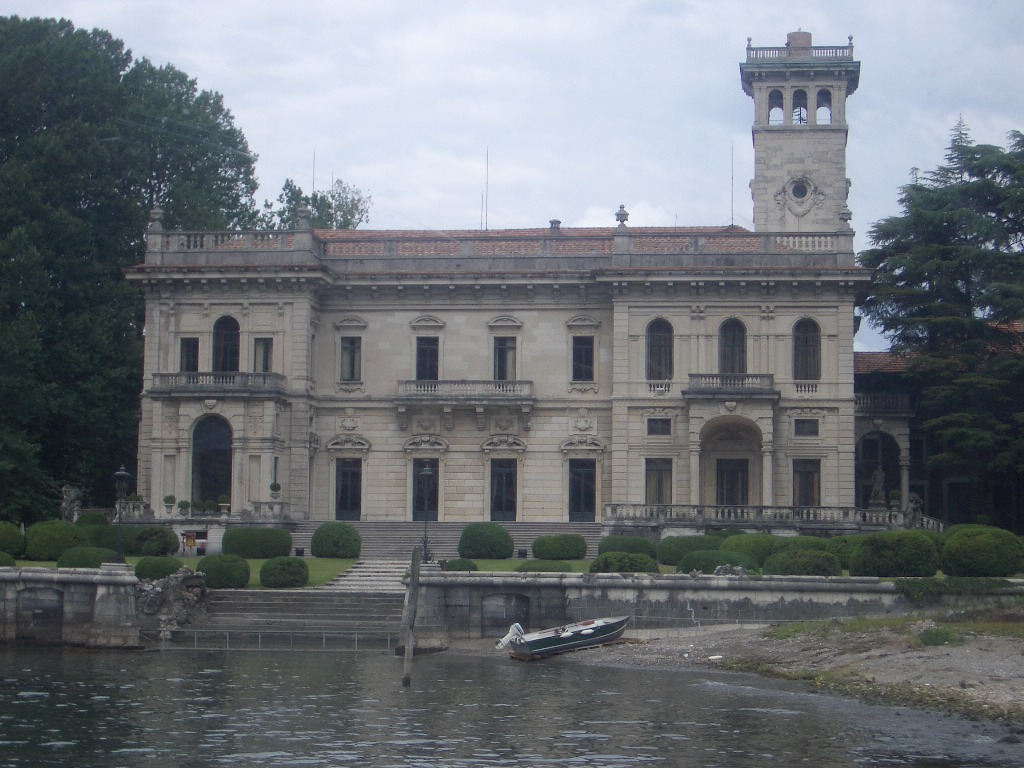
Willa Erba w Cernobbio nad Jeziorem Como – posiadłość „Nocnego Lisa”.

Filmu był kręcony w wielu miejscach, w tym:
- Stany Zjednoczone: Beverly Hills, Chicago, Los Angeles
- Holandia: Amsterdam, Haarlem
- Francja: Paryż
- Monako: Monte Carlo
- Włochy: Rzym, jezioro Como
  - Sycylia: Castellammare del Golfo

## Obsada

### Dwunastka
- George Clooney – Danny Ocean(inne języki)
- Brad Pitt – Rusty Ryan
- Matt Damon – Linus Caldwell
- Julia Roberts –
  - Tess Ocean,
  - ona sama (głos)
- Elliott Gould – Reuben Tishkoff
- Don Cheadle – Basher Tarr
- Bernie Mac – Frank Catton
- Casey Affleck – Virgil Malloy
- Scott Caan – Turk Malloy
- Eddie Jemison – Livingston Dell
- Carl Reiner – Saul Bloom
- Shaobo Qin(inne języki) – „The Amazing” Yen

### Inne role
- Andy García – Terry Benedict
- Catherine Zeta-Jones – Isabel Lahiri
- Vincent Cassel – François „Nocny Lis” Toulour
- Albert Finney – Gaspar LeMarc
- Eddie Izzard – Roman Nagel
- Bruce Willis – on sam
- Jeroen Krabbé – Van Der Woude
- Cherry Jones – Molly Star / pani Caldwell
- Robbie Coltrane – Matsui
- Topher Grace – on sam
- Candice Azzara(inne języki) – dziewczyna Saula
- Jerry Weintraub – Denny Shields
- Jared Harris – inżynier Bashera